# Bellis annua
A espécie Bellis annua, designada popularmente de margarida-menor, margarida-anual ou margarida-do-campo, é uma planta anual da família Asteraceae. Tem inflorescências mais pequenas que as da espécie Bellis sylvestris com quem compartilha alguns dos seus nomes populares.

## Descrição
É uma planta herbácea com caules visíveis, ascendentes ou quase erectos. Tem pêlos mais rígidos que os das espécies mais aparentadas (planta híspida). As suas folhas variam desde a forma oblanceolada (com a forma de uma lança voltada para baixo) a obovada (forma oval, com a parte mais estreita para baixo) e espatulada (com forma de colher). A margem das folhas pode aparecer inteira (a direito) ou levemente crenada ou serrada. As folhas proximais (junto da base) têm um pecíolo maior que as da região distal. Os pedúnculos são finos. Floresce no final do inverno.

## Distribuição geográfica
Espontânea na Europa, aparecendo em Portugal em locais frescos.

## Espécies semelhantes
- Bellium bellidioides (que floresce na primavera).
- Leucanthemum paludosum (também floresce mais tarde).